# Eldorado (série télévisée)
Pour les articles homonymes, voir Eldorado.
Production
Diffusion
Eldorado est une série télévisée franco-belge réalisée par Louis Farge d'après un scénario de Tarek Haoudy, Nacim Mehtar et Pauline Guéna.
Cette fiction est une coproduction de The Originals Productions, Beside Productions et Arte.

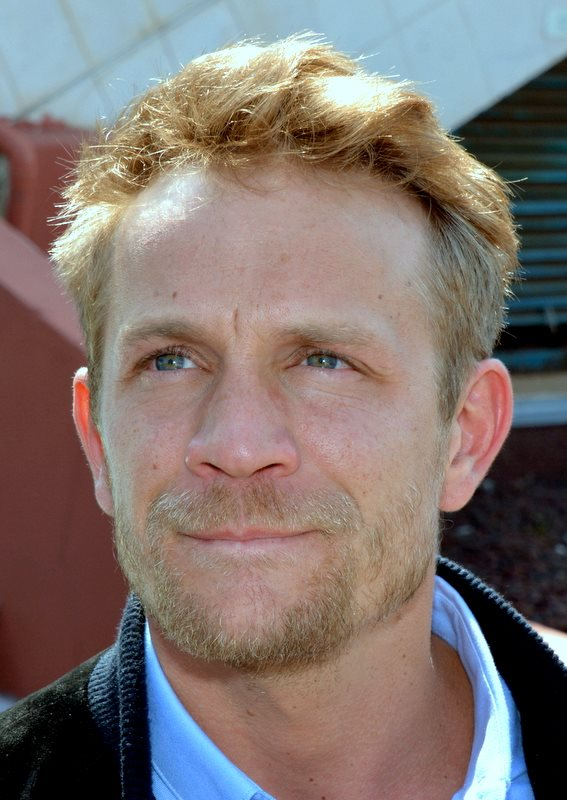
Jérémie Renier.

## Synopsis
En 1973, le choc pétrolier marque la fin des Trente Glorieuses. Heureusement, en France, on n’a pas de pétrole mais on a des idées. Un aristocrate belge et un obscur savant italien parviennent à convaincre le puissant groupe Elf Aquitaine de l'existence d'un procédé révolutionnaire permettant de détecter du pétrole depuis les airs.

## Distribution
- Jérémie Renier : Le comte Arnaud de Toledo
- Laurent Capelluto : Florindo Bonamici
- Karim Leklou : Léo Sarda, cadre chez Elf Aquitaine
- Marie Colomb : Emma Zenatti, ingénieure chez Elf Aquitaine
- Clémentine Fargeas : Iris de Toledo, fille du comte
- David Marsais :
- George Siatidis :
- Karim Barras :
- Stéphane Guillon :
- Patrick Chesnais :

## Production

### Genèse et développement
Cette fiction est une coproduction de The Originals Productions, Beside Productions et Arte,.
La série est créée et écrite par Tarek Haoudy, Nacim Mehtar et Pauline Guéna, et réalisée par Louis Farge,,.
La production est assurée par Alex Berger, Camille Bertrand et Eric Zaouali.

### Fiche technique
Sauf indication contraire, les informations mentionnées dans cette section peuvent être confirmées par la base de données cinématographiques Allociné,  présente dans la section « Liens externes ».
- Titre français : Eldorado
- Genre : Drame, Thriller
- Création : Tarek Haoudy, Nacim Mehtar et Pauline Guéna[3],[4],[5]
- Réalisation : Louis Farge[3],[4],[2],[5]
- Scénario : Tarek Haoudy, Nacim Mehtar et Pauline Guéna[3],[4],[5]
- Production : Alex Berger, Camille Bertrand et Éric Zaouali
- Sociétés de production : The Originals Productions, Beside Productions et Arte[1],[2]
- Sociétés de distribution : Arte[4]
- Pays de production :  France /  Belgique[4]
- Langue originale : français
- Format : couleur
- Nombre de saisons : 1
- Nombre d'épisodes : 6
- Durée : 42 minutes
- Dates de première diffusion :